# Златко войвода
Златко войвода е български хайдутин и революционер, участник в Кресненско-Разложкото въстание от 1878 – 1879 година.

## Биография
Той е роден в малешевското село Палат. През април 1878 година, действа около село Падеш, Горноджумайско, начело на чета от около 30 души, съставена от българи от вътрешността на Македония. В навечерието на Кресненско-Разложкото въстание през юни същата година се отправя за Рилския манастир, който по това време е сборен пункт на всички по-видни войводи, опълченци и доброволци. Тук той заедно с трима свои другари, дарява на манастирската каса сумата от 137 гроша. През октомври 1878 година по време на въстанието, действа в района на Кършияка, по десния бряг на Струма. Тодор Страхинов пише, че докато се водят боевете в Кресненското дефиле и вниманието на турците е насочено в тази посока, войводите Златко, Иван Атанасов – Инджето и Мите Юрука, „като разбрали, че пред тях няма ни турска войска, ни башибозук, че и селата пред тях били български, започнали да воюват безопасно: превземат селата Рибница, Горема и пр. дори и селата Старчево, Палат до Яково, Петърчката околия.“ На 20 декември 1878 година Златко войвода е определен за капитан и съдия на всички въстанали села в Кършияка с център Цапарево. Той е натоварен с правно-административни и военни функции, регламентирани в устав, който не е запазен до днес. В хода на въстанието се появяват вътрешни разногласия. Срещу Златко войвода и Димитър Попгеоргиев е организиран заговор от селските чорбаджии и войводата Торолинко.
Златко войвода е баща на петричкия войвода на ВМОК – Дончо Златков.